# Icterus bonana
El turpial de Martinica (Icterus bonana) es una especie de ave paseriforme de la familia Icteridae endémico de Martinica.
Su hábitat natural son los bosques secos, manglares y plantaciones. Está amenazado debido al parasitismo de puesta y se clasifica como vulnerable en la lista roja de la IUCN.